# Bias (Lot-et-Garonne)
Bias é uma comuna francesa na região administrativa da Nova Aquitânia, no departamento de Lot-et-Garonne. Estende-se por uma área de 12,29 km². Em 2010 a comuna tinha 3 069 habitantes (densidade: 249,7 hab./km²).